# Schwesterlein
Schwesterlein  un film del 2020 scritto e diretto da Stéphanie Chuat e Véronique Reymond.
È stato presentato in concorso al 70º Festival di Berlino e scelto per rappresentare la Svizzera nella categoria per il miglior film internazionale ai premi Oscar 2021.

## Trama
Abbandonate da tempo le mai realizzate ambizioni teatrali, la tedesca Lisa si è trasferita in Svizzera per far da madre ai suoi figli, ma è costretta a tornare quando al suo gemello Sven, un attore di successo allo Schaubühne di Berlino, viene diagnosticata una leucemia allo stadio terminale.

## Distribuzione
Il film è stato  presentato in anteprima al Festival internazionale del cinema di Berlino il 24 febbraio 2020.

## Riconoscimenti
- 2020 - Festival internazionale del cinema di Berlino[1]
  - In competizione per l'Orso d'oro
- 2020 - European Film Awards[4]
  - Candidatura per la miglior attrice a Nina Hoss
- 2021 - Satellite Awards[5]
  - Candidatura per il miglior film straniero